# جی.ال. هریس
جی. ال. هریس (انگلیسی: G. L. Harriss; ۲۲ مهٔ ۱۹۲۵ – ۲ نوامبر ۲۰۱۴) تاریخ‌نگار اهل بریتانیا بود. عمده فعالیت وی مربوط به سده‌های میانی پایانی می‌باشد. کارهای وی بر تاریخ پارلمانی و اداری این دوره متمرکز گردیده. این مورخ در عین حال همکاری نزدیکی با مگدالن کالج آکسفورد داشت.
هریس در ابتدا به خواندن تاریخ مدرن به عنوان مقطع کارشناسی در مگدالن کالج آکسفورد به سال ۱۹۴۳ پرداخت. پس از ۲ سال در نیروی دریایی سلطنتی از ۱۹۴۴ تا ۱۹۴۶ مشغول به خدمت شد.